# 2. Badminton-Bundesliga 2005/06
Die 2. Badminton-Bundesliga 2005/06 als zweithöchste deutsche Spielklasse in der Sportart Badminton war in zwei Staffeln unterteilt (Nord und Süd), in der jeweils acht Teams gegeneinander antraten. In die 1. Bundesliga stieg der TSV Neubiberg-Ottobrunn auf.

## 2. Bundesliga Nord
Abschlusstabelle
| Platz | Mannschaft                     | Spiele |
| ----- | ------------------------------ | ------ |
| 1.    | BV Gifhorn                     | 14     |
| 2.    | VfB Lübeck                     | 14     |
| 3.    | VfL 93 Hamburg (A)             | 14     |
| 4.    | Bottroper BG                   | 14     |
| 5.    | BW Wittorf                     | 14     |
| 6.    | BV Wesel Rot-Weiss             | 14     |
| 7.    | VfL Lüneburg                   | 14     |
| 8.    | SC Union 08 Lüdinghausen 2 (N) | 14     |

## 2. Bundesliga Süd
Abschlusstabelle
| Platz | Mannschaft                | Spiele |
| ----- | ------------------------- | ------ |
| 1.    | TSV Neubiberg-Ottobrunn   | 14     |
| 2.    | VfB Friedrichshafen       | 14     |
| 3.    | SSV Waghäusel             | 14     |
| 4.    | SG Anspach                | 14     |
| 5.    | 1. BC Bischmisheim 2 (N)  | 14     |
| 6.    | TSV Neuhausen-Nymphenburg | 14     |
| 7.    | BSpfr. Neusatz (N)        | 14     |
| 8.    | SG Robur Zittau           | 14     |